# مادلين ماسون
مادلين ماسون (بالإنجليزية: Madeleine Masson)‏ هي كاتِبة جنوب أفريقية، ولدت في 23 أبريل 1912، وتوفيت في 23 أغسطس 2007.